# Michele Mastrodonato
Michele Mastrodonato (* 16. Mai 1965 in San Severo) ist ein ehemaliger italienischer Boxer. Er war im Dezember 1992 WM-Herausforderer der WBO im Halbmittelgewicht und als Amateur unter anderem Teilnehmer der Olympischen Spiele 1988 im Mittelgewicht (Platz 5).

## Amateurkarriere
Mastrodonato startete im Halbmittelgewicht und war Italienischer Meister 1985 und 1987, sowie Teilnehmer der Europameisterschaften 1985 in Budapest und 1987 in Turin, sowie der Weltmeisterschaft 1986 in Reno (Nevada), wo er jeweils frühzeitig ausschied.
Im Mittelgewicht antretend gewann er dann eine Bronzemedaille bei den Mittelmeerspielen 1987 in Latakia und nahm an den Olympischen Spielen 1988 in Seoul teil. Dort erreichte er mit zwei Siegen, darunter gegen Lotfi Ayed, das Viertelfinale, wo er gegen den späteren Olympiasieger Henry Maske ausschied.

## Profikarriere
Nach den Olympischen Spielen 1988 wurde er Profi und gewann im Juni 1991 gegen Santo Colombo den Italienischen Meistertitel im Halbmittelgewicht, den er gegen Benito Guida, den Ex-Europameister Giuseppe Leto und Marco Dell’Uomo verteidigen konnte. Am 19. Dezember 1992 boxte er in San Severo im Rahmen einer freiwilligen Titelverteidigung gegen John David Jackson um den WBO-Weltmeistertitel im Halbmittelgewicht, verlor jedoch durch TKO in der zehnten Runde. Nach einer weiteren Niederlage im April 1993 gegen Valentino Manca beendete er seine Karriere.

## Nach dem Boxen
Nach seiner Wettkampfkarriere wurde er Boxtrainer in einem nach ihm bekannten Boxclub in San Severo.